# Grão-Principado da Transilvânia
O Principado da Transilvânia até 1765, e a partir o Grande Principado da Transilvânia, foi um reino da Coroa Húngara e desde 1804 da coroa austríaca governada pelos monarcas Habsburgo e Habsburgo-Lorena da Monarquia Habsburgo (mais tarde Império Austríaco ). Durante a Revolução Húngara de 1848, o governo húngaro proclamou a união com a Transilvânia nas Leis de abril de 1848 (após a confirmação da Dieta da Transilvânia em 30 de maio e a aprovação do rei em 10 de junho que a Transilvânia novamente tornar-se parte integrante da Hungria. Após o fracasso da revolução, a Constituição da Áustria de março decretou que o Principado da Transilvânia fosse uma terra separada da coroa, totalmente independente da Hungria. Em 1867, como resultado do Compromisso Austro-Húngaro, o principado foi reunido com a Hungria propriamente dita.

## História

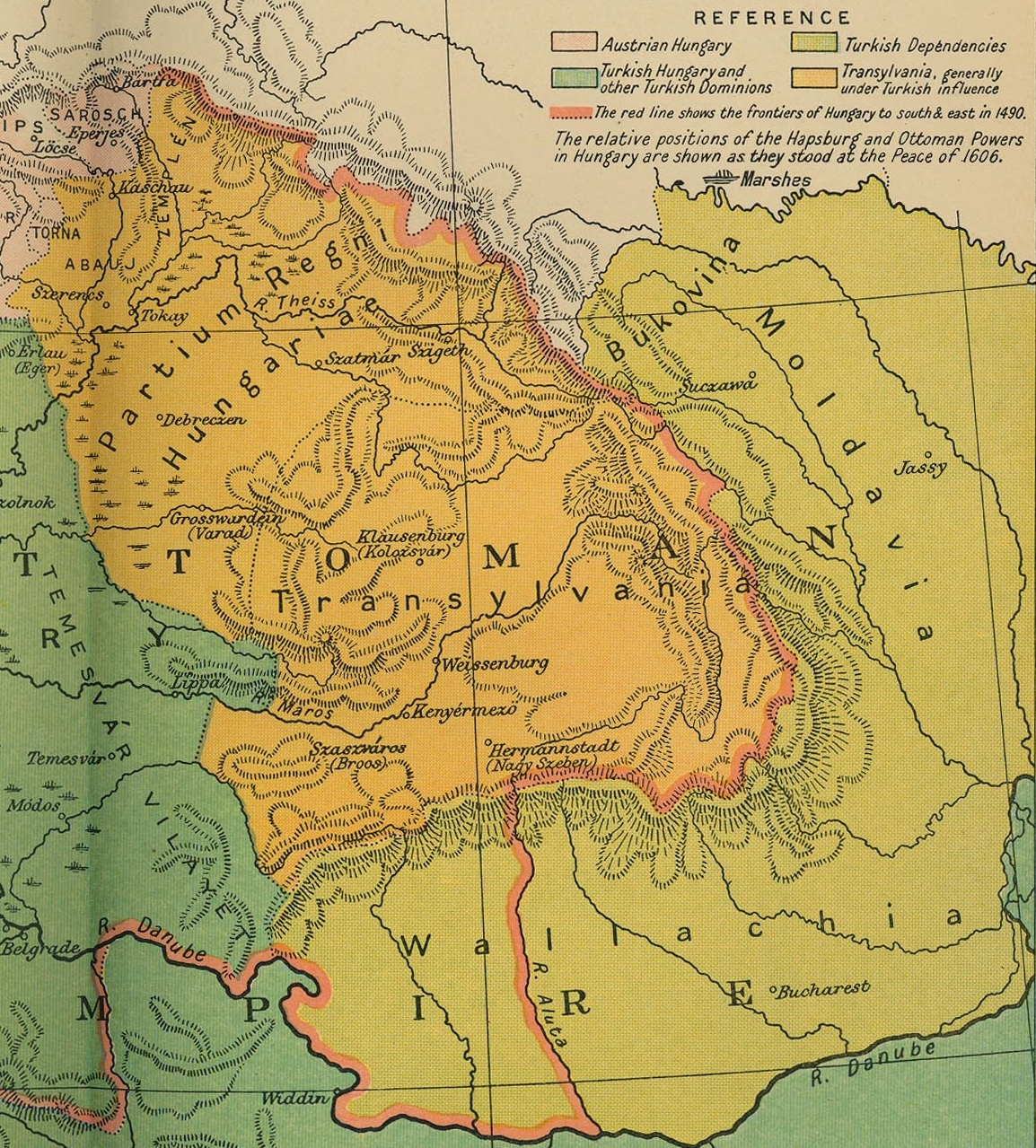
Mapa da Transilvânia na Época da conquista pelo Habsburgo (1699-1711)

Na Grande Guerra da Turquia, o imperador Habsburgo Leopoldo I havia ocupado o vassalo principado otomano da Transilvânia e forçou o príncipe Michael I Apafi a reconhecer seu domínio em sua autoridade de rei da Hungria . Após a morte de Apafi, em 1690, o imperador Leopoldo decretou o Diploma Leopoldinum, que afiliou o território da Transilvânia à Monarquia dos Habsburgos . Em 1697, o filho e herdeiro de Michael, o príncipe Michael II, Apafi finalmente renunciou à Transilvânia em favor de Leopoldo; a transferência para as terras dos Habsburgo foi confirmada pelo Tratado de Karlowitz de 1699 entre a Liga Santa e o Império Otomano.
Após o fracasso da Guerra da Independência de Rákóczi, a Paz de Szatmár foi concluída em 1711: o controle dos Habsburgos sobre a Transilvânia foi consolidado e os Príncipes da Transilvânia foram substituídos pelos governadores imperiais dos Habsburgos (Gubernatoren). Em 1765, Maria Teresa e seu filho, o Imperador José II, proclamaram o Grande Principado da Transilvânia, consolidando o status especial separado da Transilvânia na Monarquia dos Habsburgos, estabelecida pelo Diploma Leopoldinum em 1691.
A partir de 1734 em diante, o sul da Transilvânia tornou-se a área de assentamento dos expulsos Landler da Transilvânia de língua alemã, cripto-protestantes das terras hereditárias dos Habsburgos da Alta Áustria, Estíria e Caríntia, que foram exilados no posto mais oriental da Monarquia dos Habsburgos. A área ao redor de Hermannstadt  (Sibiu) havia sido colonizada pelos saxões da Transilvânia desde os tempos medievais; aqui o Landler teve que se estabelecer em regiões devastadas durante a Grande Guerra Turca.
A maioria da população da Transilvânia era romena, muitos deles camponeses trabalhando para magnatas húngaros sob condições precárias de servidão . A revolta de Horea, Cloșca e Crișan em 1784, no entanto, e todas as demandas de igualdade política não prosperaram.
Durante as revoluções de 1848, os insurgentes húngaros pediram a unificação da Transilvânia com a Hungria - contra os revolucionários romenos ( valácios ) liderados por Avram Iancu -, mas também pela abolição da servidão. As leis de abril de 1848 proclamaram a unificação, mas depois que a revolta húngara foi esmagada, a Transilvânia permaneceu sob administração militar por vários anos, e a Constituição da Áustria em março definiu o Principado da Transilvânia como uma terra separada da coroa, totalmente independente de Hungria.
Em 1853, a Fronteira Militar da Transilvânia, que existia desde 1762, foi abolida e novamente incorporada à Transilvânia.
Em 19 de novembro de 1865, a Dieta da Transilvânia votou pela afiliação à Hungria, que foi codificada em 6 de dezembro de 1868. Com o subsequente Compromisso Austro-Húngaro ( Ausgleich ), o status autônomo de séculos da nobreza húngara, Székelys e Saxões da Transilvânia terminou e o Grande Principado da Transilvânia foi incorporado na Hungria, dentro da Monarquia Dupla .

## Fronteiras
Antes de sua abolição em 1867, o Principado da Transilvânia fazia fronteira com o Reino Habsburgo da Hungria a noroeste e oeste, o Ducado Habsburgo Bukovina a nordeste, a Fronteira Militar Habsburgo a sudoeste e os Principados Unidos da Moldávia e Valáquia ao sul e leste.

## Economia

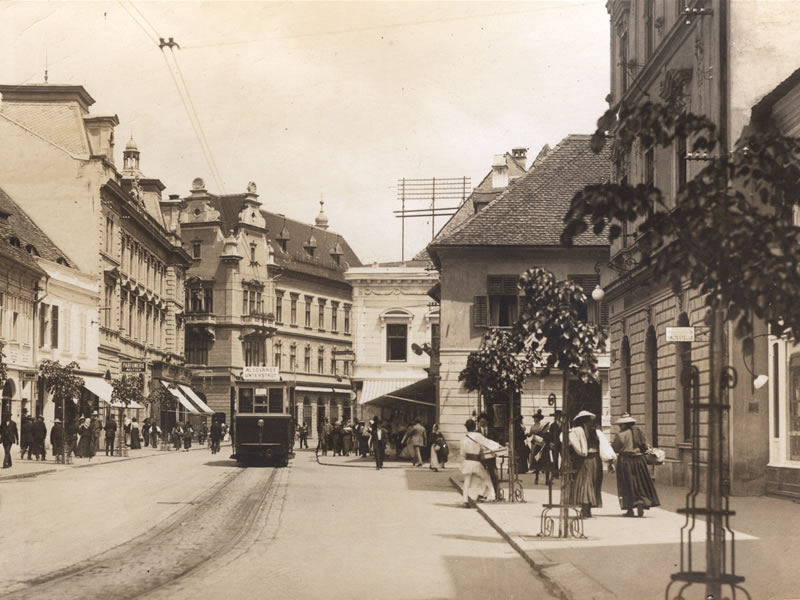
Centro de Hermannstadt (Sibiu) em 1900

Em 1895, a área útil foi distribuída em 1.412.556,35 hectares de terras aráveis , 1.013.562,70 hectares de prados , 22.427,57 hectares de vinhedos , 666.031,64 hectares de pastagens, 2.289.679,40 hectares de floresta e 2.627,84 hectares de cana. A colheita principal foi de cereais, aveia e vinho. A pecuária e apicultura foram importantes.
Em termos de matérias-primas, o Grão-Ducado tinha ouro, prata, cobre, chumbo, ferro, mercúrio, sal-gema, antimônio, arsênico, terra colorida, mármore, crisólito, ametista, opala, ágata, argila de porcelana, carvão, enxofre, alume, salitre e minerais.
O país tinha uma pequena indústria. Papel, algodão e cerâmica foram feitos em grandes quantidades. Além disso, ainda havia algumas destilarias para vinho, fábricas de tijolos, moinhos (incluindo moinhos de petróleo e serrarias), trabalhos de fundição de ferro, moinhos de martelos, laminadores etc.
A rede de transporte se beneficiou da localização do país entre o resto da Hungria e da Romênia, mas permaneceu subdesenvolvida em comparação com a média das terras da coroa da dupla monarquia.

## Demografia
| Ano       | Total               | Romenos | Húngaros e Székelys | Alemães | Notas                                                |
| --------- | ------------------- | ------- | ------------------- | ------- | ---------------------------------------------------- |
| 1700      | ~ 500.000           | ~ 50%   | ~ 30%               | ~ 20%   | Estimativa de Benedek Jancsó                         |
| 1700      | ~ 800.000 a 865.000 |         |                     |         | Estimativas recentes                                 |
| 1712-1713 |                     | 34%     | 47%                 | 19%     | Estimativa oficial                                   |
| 1720      | 806.221             | 49,6%   | 37,2%               | 12,2%   | Estimativa de Károly Kocsis e Eszter Kocsisné Hodosi |
| 1721      | -                   | 48,28%  | 36,09%              | 15,62%  | Estimativa de Ignác Acsády                           |
| 1730      | ~ 725.000           | 57,9%   | 26,2%               | 15,1%   | Estatísticas austríacas                              |
| 1765      | ~ 1.000.000         | 55,9%   | 26%                 | 12%     | Estimativa de Bálint Hóman e Gyula Szekfü            |
| 1773      | 1.066.017           | 63,5%   | 24,2%               | 12,3%   |                                                      |
| 1784      | 1.440.986           | -       | -                   | -       | Censo oficial                                        |
| 1790      | 1.465.000           | 50,8%   | 30,4%               | -       |                                                      |
| 1850      | 2.073.372           | 59,1%   | 25,9%               | 9,3%    | Censo oficial                                        |

## Ver Também
- Transilvânia
- Lista de governantes da Transilvânia
- Saxões da Transilvânia